# Списак познатих Срба у Хрватској
Списак познатих Срба у Хрватској обухвата списак Срба у Хрватској и Срба који су рођени или су значајнији део радног века провели на тлу данашње Хрватске а својем раду су остварили значајније резултате.

## Политика

### Краљевина Мађарска
- Белош Вукановић, (1083 — 1163), бан Хрватске
- Јелена Немањић Шубић

### Аустроугарска
- Мојсије Балтић[1], (1804 — 1879) члан банске владе Бана Јосип Јелачић, секретар Намесничког већа, крајишки управни официр, и привредни стручњак.
- Максимилијан Прица,[1] (1823 — 1873) политичар и правник, секретар Бана Јосип Јелачић, учествовао је у изради програма о савезу Хрватске и Угарске.
- Светозар Кушевић,[1] (1823—1911) политичар, секретар Намесничког већа.
- Огњеслав Утјешеновић Острожински, (1817 — 1890), политичар, књижевник, публицист.
- Илија Гутеша,[1] (1825 — 1894), политичар, трговац, народни посланик.
- Сава Бјелановић, (1850 — 1897), политичар, вођа Срба у Далмацији и народни посланик у покрајинском Далматинском Сабору.
- Богдан Медаковић, (1852 — 1923), политичар, адвокат, председник Хрватског сабора.
- Др Душан Поповић[1] (1877 — 1958), адвокат, политичар, посланик Хрватског сабора, важна карика Хрватско—српске коалиције.
- Никола Крестић,[1] (1824 — 1887), адвокат, политичар, први Србин изабран за председника Хрватског сабора.
- Светозар Прибићевић, најважнији политички представник српског народа у Аустро—угарској
- Константин Војновић, (1832 — 1903), политичар, универзитетски професор и ректор Универзитета у Загребу.

### Краљевина и СФР Југославија
- Срђан Будисављевић,
- Јованка Броз, удовица југословенског председника Јосипа Броза Тита.
- Јово Угрчић, председник Сабора СР Хрватске.
- Милутин Балтић, председник Председништва СР Хрватске.
- Душан Драгосавац, председник Предсједништва Савеза комуниста Југославије.
- Огњен Прица (Илиџа, код Сарајева, 27. новембар 1899 — Загреб, 9. јула 1941), професор математике, револуционар и Народни херој Југославије. После три месеца затвора у Загребу, протеран је у Кореницу, завичајно место његових родитеља.

### Самостална Хрватска
- Срећко Бијелић,[2] (1930 — 2004), политичар,[3] оснивач Хрватске народне странке и заступник Хрватског сабора.
- Милан Ђукић,[4] (1947 — 2007), политичар, оснивач Српске народне странке и потпредседник Хрватског сабора.
- Живко Јузбашић,[5] (1924), политичар, министар без портфеља у 3. саставу Владе Републике Хрватске и заступник Хрватског сабора.
- Милорад Пуповац, (1955), политичар, председник Српског народног вијећа и заступник Хрватског сабора.
- Јован Рашковић, (1929 — 1992), психијатар, академик, политичар и оснивач Српске демократске странке у Хрватској.
- Слободан Узелац, (1947), политичар, потпредседник Владе Републике Хрватске у кабинетима Иве Санадера и Јадранке Косор.
- Војислав Станимировић, (1953), политичар, оснивач и председник СДСС—а и заступник Хрватског сабора.
- Миланка Опачић,[6] (1968), политичарка, потпредседница СДП—а, потпредседница Владе и министарка у Влади Зорана Милановића и заступница Хрватског сабора.
- Жељко Јовановић, политичар, министар образовања у Влади Зорана Милановића и заступник Хрватског сабора.
- Бранко Грчић, политичар, потпредседник Владе и министар у Влади Зорана Милановића и заступник Хрватског сабора.
- Вељко Остојић, политичар, министар у Влади Зорана Милановића.

### Остало
- Јован Гавриловић, историчар и политичар
- Матија Бан, професор Лицеја, политичар и дипломата
- Медо Пуцић, књижевник, научник и политичар, дубровачки песник.
- Валтазар Богишић, историчар права, министар Правде Црне Горе, професор, правник.
- Игњат Бакотић, (1835 — 1906), адвокат, председник Врховног суда на Цетињу
- Лујо Бакотић, правник, публициста, лексикограф, дипломата.
- Јован Рашковић, оснивач Српске демократске странке у Хрватској, психијатар, академик.
- Санда Рашковић Ивић, бивша министарка у Влади Србије.
- Петар Лађевић, саветник владе Србије, публициста, социолог

- Огњеслав Утјешиновић
- Константин Војновић
- Богдан Медаковић
- Светозар Прибићевић
- Јован Рашковић
- Милорад Пуповац

## Црква
- Јосиф Рајачић, (1785 — 1861), карловачки митрополит, српски патријарх и управитељ Српске Војводине.
- Гојко Стојчевић, (1914 — 2009), епископ рашко—призренски, српски патријарх
- Симеон Кончаревић, (око 1690 — 1769), епископ далматински и албански (1751 — 1762).
- Никанор Богуновић Скочић, (1735 — 1792), генерални викар Далмације и архимандрит манастира Крка.
- Герасим Зелић, (1752 — 1828), калуђер и архимандрит у манастиру Крупи, епископски викар у Далмацији и Боки которској.
- Саватије Васиљевић, (1755 — 1809), српски архимандрит.
- Јустин Јовановић, (1786 — 1834), епископ будимски
- Митрополит београдски Петар, (1800 — 1864), митрополит београдски и епископ горњокарловачки.
- Стефан Крагујевић, (1803 — 1864), епископ пакрачки
- Стефан Кнежевић, (1806 — 1890), епископ далматински од 1853. до 1890. и народни добротвор.
- Герасим Петрановић, (1820 — 1906), епископ бококоторски.
- Никанор Ивановић, (1825 — 1984), митрополит црногорски.
- Григорије Живковић, (1839 — 1909), митрополит зворничко—тузлански.
- Николај Мандић, (1840 — 1984), митрополит дабробосански и митрополит зворничко—тузлански.
- Никодим Милаш, (1845 — 1915), епископ далматински, члан САНУ.
- Мирон Николић, (1846 — 1941), епископ пакрачки.
- Доситеј Јовић, (1856 — 1910), епископ бококоторски.
- Герман Опачић, (1857 — 1899), епископ бачки
- Евгеније Летица, (1858 — 1933), теолог, митрополит бањалучко—бихаћки и митрополит дабробосански
- Михаило Грујић, (1861 — 1914), епископ горњокарловачки.
- Викентије Вујић, (1874 — 1939), викарни епископ моравички и епископ банатски.
- Максимилијан Хајдин, (1879 — 1936), епископ далматински и горњокарловачки.
- Емилијан Мариновић, (1902 — 1982), епископ марчански и пакрачки.
- Методије Муждека, (1912 — 1977), епископ тимочки.
- Стефан Боца, (1916 — 2003), епископ далматински и жички.
- Јован Павловић, (1936 — 2014), митрополит загребачко—љубљански и целе Италије.

## Наука

### Природне
- Лујо Адамовић, (1864 — 1935), ботаничар.
- Данило Блануша, (1903 — 1987), математичар, физичар, инжењер и професор.
- Јован Карамата, (1903 — 1967), математичар.
- Милутин Миланковић, (1879 — 1958), инжењер, геофизичар, климатолог и астроном, светски познат као аутор теорије познате под именом Миланковићеви циклуси.
- Никола Тесла, (1856 — 1943), најпознатији Србин уопште, један од најпознатијих светских проналазача и научника у области физике, електротехнике и радио—технике.
- Јосиф Панчић, (1814 — 1888), ботаничар и први председник Српске краљевске академије.
- Владимир Варићак, (1865 — 1942), математичар.
- Никола Хајдин, (1923), академик, доктор грађевинских наука, актуелни председник САНУ.
- Бранко Божић, (1907 — 1991), хемичар, металург, технолог.
- Ђуро Курепа, (1907 — 1993), математичар, професор универзитета и академик САНУ.
- Бранко Жежељ, (1910 — 1995), грађевински инжењер, конструктор, иноватор, професор и академик.
- Олга Царевић, (1925), биохемичарка, професор универзитета и академик ХАЗУ.
- Илија Стојановић, (1924 — 2007), инжењер електротехнике, професор универзитета и академик САНУ.
- Паула Путанов, (1925 — 2014), хемичарка, професор универзитета и академик САНУ.
- Милојко Вуцелић, (1930 — 2012), инжењер машинства, руководилац пројекта и један од директора америчког свемирског програма Аполо.

### Друштвене
- Сава Мркаљ, (1783 — 1833), филолог и реформатор језика.
- Данило Медаковић, (1819 — 1881), историчар, публициста, штампар и издавач.
- Милорад Медаковић, (1824 — 1897), историчар, новинар и дипломата.
- Барон Јован Живковић Фрушкогорски[1], (1826 — 1902), адвокат, већник Стола седморице, први председник Управе Српске банке
- Перо Будмани, (1835 — 1914) лингвист и филолог.
- Манојло Грбић, (1844 — 1899), професор, писац и историчар.
- Антоније Вучетић, (1845 — 1931), историчар и публициста.
- Луко Зоре, (1846 — 1906), филолог и књижевник, саборски заступник у Далмацији.
- Војислав Бакић, (1847 — 1929), педагог, професор, два пута ректор Велике школе у Београду.
- Гавро Манојловић, (1856 — 1939) историчар, председник ЈАЗУ.
- Милан Решетар, (1860 — 1942), славист, лингвист, историчар.
- Милош Н. Ђурић, (1892 — 1967), класични филолог, хелениста, професор, филозоф, преводилац и академик.
- Милан Кашанин, (1895 — 1981) историчар уметности, ликовни критичар.
- Гојко Николиш, (1911 — 1995) историчар, лекар, учесник НОБ—а, генерал—пуковник ЈНА, члан САНУ и народни херој Југославије.
- Иван Божић, (1915 — 1977) историчар.
- Смиља Аврамов, (1918 — 2018), доктор правних наука, стручњак за међународно право, дугогодишњи председник Свјетског удружења за међународно право, председник Свјетске конфедерације за мир и разоружање са седиштем у Лондону (ICDP), члан Извршног одбора Удружења правника свијета за борбу против нуклеарног наоружања, те члан Одбора за истраживање ратних злочина почињених од стране САД у Вијетнаму, професор Правног факултета у Београду и члан Сената Републике Српске од 1996. године.
- Ливије Радивојевић[1], (1921 — 1903), судија, председник суда Стола седморице у Загребу, почасни председник Српске банке.
- Славко Гавриловић, (1924 — 2008) историчар и академик САНУ.
- Војислав Ј. Ђурић, (1925 — 1996) историчар уметности, академик и универзитетски професор.
- Гајо Петровић, (1927 — 1993) филозоф, члан Праксикс групе и уредник истоименог часописа.
- Сима Ћирковић, (1929 — 2009) историчар и академик.
- Никша Стипчевић, (1929 — 2011) историчар књижевности и академик.
- Константин Момировић, (1932 — 2004), психолог и статистичар.

- Никодим Милаш
- Никола Тесла
- Милутин Миланковић
- Иван Ђаја
- Милан Кашанин
- Јован Карамата

## Привреда
- Анастас Поповић, (1786 — 1872), трговац, банкар, председник Прве хрватске штедионице.
- Исидор Добровић, (1841 — 1914), трговац.
- Владимир Матијевић, (1854 — 1929) трговац, оснивач Српског привредног друштва Привредник, Српске банке и Савеза земљорадничких задруга.
- Никола Ћук, (1860 — 1937), трговац, банкар.
- Стеван Калембер, (1862 — 1946), трговац.
- Лазар Бачић, (1865 — 1940), трговац.
- Мато Грацић, (1865 —1944), привредник и добротвор.
- Милан Мандарић, предузетник

## Стваралаштво

### Архитектура, вајарство и сликарство
- Јоаким Марковић, сликар из 18. века
- Михајло Бокорић (око 1730 — 1817), сликар
- Григорије Јездимировић (1745 — после 1822), сликар.
- Димитрије Новаковић, први српски фотограф активан средином деветанестог века
- Андрија Вуковић (1812 — 1884), архитекта
- Никола Арсеновић (1823 — 1887), дизајнер и илустратор народних ношњи.
- Марија Атанасијевић Веселиновић, (1842 — 1891), сликарка.
- Никола Машић, (1852 — 1902), сликар.
- Марко Мурат, (1864 — 1944), сликар.
- Симеон Роксандић, (1874 — 1943), вајар.
- Тома Росандић, (1878 — 1958), вајар
- Стојан Аралица, (1883—1980) сликар
- Душан Кокотовић (1888—1953), графичар, сликар, ликовни педагог.
- Петар Бибић (1893 — 1971), сликар, графичар, рестауратор фресака и вајар.
- Игњат Јоб (1895 — 1936), сликар.
- Сава Шумановић, (1896 — 1942), сликар.
- Живко Стојсављевић, (1900—1978), сликар.
- Никола Граовац (1907 — 2000), сликар.
- Богдан Шупут, (1914 — 1942), сликар.
- Војин Бакић, (1915 — 1992), вајар.
- Душан Џамоња, (1928—2009), вајар.
- Ђорђе Петровић, (1933—2015), сликар.
- Златко Прица, сликар и графичар
- Бранимир Грађански, сликар и песник

### Књижевност
- Захарије Орфелин, (1726 — 1785) песник, сликар, историчар.
- Јован Дошеновић, (1781 — 1813), филозоф, песник и преводилац.
- Никола Боројевић, (1796 — 1872), песник и официр.
- Јоксим Новић—Оточанин, (1806 — 1868), писац.
- Јован Суботић, (1817 — 1886) песник, адвокат и политичар.
- Петар Прерадовић, (1818 — 1872) песник.
- Никола Беговић, (1821 — 1895), свештеник, песник и историчар.
- Бранко Радичевић, (1824 — 1853), књижевник.
- Јован Сундечић, (1825 — 1900), песник, свештеник и дипломата.
- Владимир (Никола) Николић, (1829 — 1866), писац.
- Људевит Вуличевић, (1839 — 1916), писац, есејиста.
- Симо Матавуљ, (1852 — 1908) књижевник.
- Иво Војновић, (1857 — 1929), књижевник и правник.
- Софија Коча, (1861 — 1942), књижевница, учитељица, наставница, гувернанта и хуманитарна радница.
- Иво Ћипико, (1869 — 1923) књижевник.
- Цвета Бингулац, (1874 — 1950), песникиња и учитељица.
- Михаило Ј. Заставниковић, (1879 — 1927), песник.
- Катарина Богдановић, (1885 — 1969), књижевница
- Вељко Милићевић, (1886 — 1929), књижевник.
- Мирко Королија, (1886 — 1934), књижевник.
- Владан Десница, (1905 — 1967) књижевник.
- Григор Витез, (1911 — 1966) пјесник, дечји писац, преводилац.
- Арсен Диклић, (1922 — 1995) књижевник и сценариста
- Дејан Медаковић, (1922 — 2008) књижевник, историчар уметности и академик, бивши председник САНУ.
- Дара Секулић, (1930 — 2021), књижевница.
- Чедо Прица Плитвички, (1931 — 2009), песник, прозни писац, драматург, есејиста и преводилац
- Слободан Селенић, (1933 — 1995), књижевник и критичар.
- Јован Радуловић, (1951 — 2018), књижевник.
- Анђелко Анушић, (1953), књижевник
- Војин Јелић, књижевник.
- Станислава Таша Гавриловић, књижевница.
- Далиборка Киш Јузбаша, књижевница.
- Симо Мраовић, књижевник.
- Јосиф Веселић, писац и ботаничар.
- Вид Вукасовић Вулетић, књижевник, историчар и етнограф.

### Музика
- Јосиф Руњанин, композитор хрватске химне Лијепа наша домовино.
- Петар Коњовић, композитор
- Марко Тајчевић, композитор
- Славка Атанасијевић, композитор
- Јован Бандур, композитор и диригент
- Петар Бингулац, музички писац, музички педагог
- Михаило Вукдраговић, композитор и диригент
- Александар Бинички, оперски певач, филмски и позоришни глумац и редитељ
- Стеван Дескашев, тенор
- Слободан Цветичанин, оперски певач
- Бисерка Цвејић, оперска певачица
- Мирјана Данчуо, оперска певачица
- Душан Данчуо, певач староградских песама и романси.
- Дарко Краљић, композитор
- Арсен Дедић, музичар и кантаутор.
- Ђорђе Новковић, композитор.
- Борис Новковић, певач.
- Бошко Беук, певач, композитор и аранжер.
- Неда Украден, певачица, рођена у Имотском.
- Ђурђица Барловић рођена Миличевић, некадашња певачица у групи Нови Фосили.
- Даворка Даша Боснић, певачица ромске музике
- Дарко Мацура, извођач народне музике, градитељ инструмената, композитор и музички педагог
- Добривоје Павлица, певач личких и крајишких народних песама
- Јован Перајлић, певач староградске музике
- Бранимир „Џони“ Штулић, певач и гитариста југословенске рок групе Азра
- ITD Band, рок састав из Вргиногмоста[7]

### Позориште и филм
- Раде Шербеџија, глумац.
- Луција Шербеџија, глумица.
- Богдан Диклић, глумац.
- Петар Краљ, глумац.
- Славко Штимац, глумац.
- Божидарка Фрајт, глумица.
- Драго Чумић, глумац.
- Бранка Петрић, глумица.
- Перо Квргић, глумац.
- Дејан Дубајић, глумац.
- Ђорђе Рапајић (1952—2000), глумац, Носоња из „Смоговаца“, Перо из „Поштанског сандучића“

### Штампа, издаваштво и новинарство
- Стефан Новаковић, штампар српских књига у Бечу
- Божидар Петрановић, оснивач Српско—Далматинског магазина, првог српског књижевног и научног часописа у Далмацији (Задар), у 19. веку.
- Антун Фабрис, (1864 — 1904), новинар, писац и политичар.
- Павле Аршинов, уредник листа Привредник
- Павле „Паја“ Јовановић, оснивач прве српске штампарије у Загребу
- Душан Рогић, новинар, уређивао „Српски забавник“ у Загребу
- Душанка Калањ, спикер и водитељка

- Захарије Орфелин
- Јосиф Руњанин
- Бранко Радичевић
- Симо Матавуљ
- Арсен Дедић
- Раде Шербеџија

## Војска
- Михајло Микашиновић, аустријски генерал и барон
- Петар Дука, генерал аустријске војске
- Стеван Шупљикац, аустријски генерал—мајор и први војвода Српске Војводине
- Лазар Мамула, аустроугарски генерал и намесник Далмације
- Петар Бига, генерал аустријске војске и племић
- Гаврило Родић, генерал у аустријском царству, а касније и у аустроугарској монархији и намесник Далмације
- Антоније Орешковић, пуковник српске војске, обавештајац, дипломата и војни теоретичар
- Емануел Цвјетићанин, аустроугарски фелдмаршал—лајтнант
- Ђура Хорватовић, генерал и министар војни
- Стеван Бинички, официр аустријске и касније српске војске
- Светозар Боројевић, фелдмаршал генерал аустроугарске, барон.
- Милош Божановић, генерал Српске војске, министар војни 1913. године
- Михаило Петровић, бригадни генерал југословенске војске, први српски хирург
- Драгутин Прица, југословенски адмирал.
- Василије Трбић, четнички војвода у Старој Србији.
- Момчило Ђујић, четнички војвода, свештеник, један од вођа устанака 1941. године.
- Раде Кончар, један од вођа КПХ, и народни херој.
- Здравко Понош, генерал—потпуковник Војске Србије у пензији, бивши начелник Генералштаба Војске Србије.
- Стојан Вујиновић — Србин, заповедник Другог батаљона Хрватских одбрамбених снага.

Хајдуци и ускоци
- Стојан Јанковић, један од вођа српских ускока у Равним котарима у 17. веку.
- Вук Мандушић, ускок, опеван у народним песмама
- Цвијан Шарић, свештеник, харамбаша, опеван у народним песмама
- Јован Синобад, ускок из породице Синобад
- Илија Смиљанић, ускочки харамбаша
- Петар Смиљанић, ускок
- Лазо Шкундрић, последњи лички хајдучки харамбаша
- Јово Станисављевић Чаруга, разбојник (хајдук) из Славоније почетком 20. века.

## Спорт

### Појединачни спортови
- Ђурђа Бједов, олимпијска првакиња у пливању
- Тања Драгић, параолимпијска шампионка у атлетици
- Јелена Докић, тенисерка и аустралијска репрезентативка.
- Стеван Жакула, лидер Соколског покрета
- Горан Јагар, веслач и српски репрезентативац
- Михаило Мерћеп, бициклист и летачки пионир.
- Владимир Милић, европски дворански првак у атлетици
- Милош Милошевић, пливач и хрватски репрезентативац.
- Милан Ненадић, југословенски рвач, освајач бронзане олимпијске медаље
- Сандра Паовић, репрезентативка Хрватске у стоном тенису.
- Сњежана Пејчић, репрезентативка Хрватске у стрељаштву.
- Марио Тодоровић, (1988), пливач и хрватски репрезентативац.
- Петар Трифуновић, југословенски шахиста и доктор права.
- Јасна Шекарић, стрељашица и југославенска и српска репрезентативка.

### Тимски спортови
Ватерполо
- Драган Андрић, ватерполиста и југославенски репрезентативац
- Владимир Вујасиновић, ватерполиста и југославенски и српски репрезентативац.
- Игор Хинић, (1975), ватерполиста и хрватски репрезентативац.
- Марко Радуловић, ватерполиста и српски репрезентативац

Кошарка
- Душан Богдановић, кошаркаш и млади репрезентативац Србије
- Стојко Вранковић, кошаркаш, југословенски и хрватски репрезентативац
- Огњен Добрић, кошаркаш и српски репрезентативац
- Аријан Комазец, кошаркаш и хрватски репрезентативац
- Милан Мачван, кошаркаш и српски репрезентативац.
- Зоран Мароевић, кошаркаш и југословенски репрезентативац.
- Коста Перовић, кошаркаш и српски репрезентативац.
- Александар Петровић, кошаркаш, југословенски и хрватски репрезентативац
- Дражен Петровић, кошаркаш, југословенски и хрватски репрезентативац
- Никола Плећаш, кошаркаш и југословенски репрезентативац.
- Марко Поповић, кошаркаш и хрватски репрезентативац
- Предраг Стојаковић, кошаркаш и репрезентативац СР Југославије.

Одбојка
- Новица Бјелица, одбојкаш и српски репрезентативац
- Живојин Врачарић, одбојкаш и југословенски репрезентативац
- Мира Голубовић, одбојкашица и српска репрезентативка
- Марта Дрпа, одбојкашица и српска репрезентативка
- Драгана Маринковић, одбојкашица, хрватска и српска репрезентативка
- Марина Милетић, одбојкашица и хрватска репрезентативка
- Драган Травица, (1986), одбојкаш и италијански репрезентативац.
- Љубомир Травица, (1954), одбојкаш, југославенски репрезентативац и српски тренер.
- Константин Чупковић, одбојкаш и српски репрезентативац

Рукомет
- Маја Домби, рукометашица
- Немања Зеленовић, рукометаш и српски репрезентативац
- Бранко Кокир, рукометаш и репрезентативац СР Југославије
- Ђорђе Лаврнић, олимпијски победник у рукомету
- Светлана Огњеновић, рукометашица и српска репрезентативка
- Растко Стефановић, рукометаш

Фудбал
- Владимир Беара[8], фудбалер и југословенски репрезентативац
- Илија Петковић, фудбалер, тренер и југословенски репрезентативац
- Борислав Цветковић, фудбалер и југословенски репрезентативац
- Синиша Михајловић, фудбалер, југословенски репрезентативац и српски тренер
- Данијел Љубоја, фудбалер и српски репрезентативац
- Иван Ергић, фудбалер и српски репрезентативац
- Миладин „Дадо“ Пршо, фудбалер и хрватски репрезентативац
- Бошко Балабан, фудбалер и хрватски репрезентативац
- Милан Рапаић, фудбалер и хрватски репрезентативац
- Данијел Поповић, (1982—2002), фудбалер и млади репрезентативац Хрватске
- Небојша Поповић, фудбалер и млади репрезентативац Хрватске
- Данијел Субашић, фудбалер и хрватски репрезентативац
- Милош Дегенек, фудбалер и аустралијски репрезентативац
- Милан Борјан, фудбалер и канадски репрезентативац
- Дејан Јаковић, фудбалер и канадски репрезентативац

- Божидар Маљковић
- Синиша Михајловић
- Предраг Стојаковић
- Јелена Докић
- Јасна Шекарић
- Андрија Прлаиновић